# 부산해양경찰서
부산해양경찰서(釜山海洋警備安全署, Busan Coast Guard)는 해상경비, 해양안전 관리, 해상치안질서 유지, 해양오염 방지 등의 업무를 수행하기 위하여 설립된 대한민국 해양경찰청 남해지방해양경찰청 소속의 특별지방행정기관으로 부산해양경찰서장은 총경(4급 상당)으로 보한다. 부산광역시 영도구 해양로 293(동삼동 254-10번지)에 위치하고 있다.

## 관할 구역
- 기장군, 강서구 가덕도동·녹산동을 제외한 부산광역시 전역, 경상남도 양산시, 김해시, 밀양시

## 연혁
- 2017.07.26 부산해양경찰서로 개칭(해양경찰청 부활)
- 2014.11.19 부산해양경비안전서로 개칭(국민안전처 소속)
- 2011.05.02 재난대응 안전한국훈련 실시
- 2010.10.14 PSI 해상차단훈련
- 2010.10.08 해양경찰 발전위원회 발족
- 2009.09.07 제10차 북태평양 해상치안기관장 회의
- 2009.06.30 제3회 해상치안컨퍼런스
- 2007.07.02 122해양경찰구조대 발대식
- 2006.06.05 북태평양 해상치안기관 합동 훈련
- 2005.09.09 APEC 종합상황본부 설치
- 2003.04.19 제3회 해양경찰청장배 전국요트대회
- 2002.03.28 제2회 해양경찰청장배 요트 대회
- 2001.05.14 부산해양경찰서 서비스헌장 제정 선포식 및 실천 다짐대회
- 2001.03.30 제1회 해양경찰청장배 전국 요트대회
- 1999.09.09 현 청사 이전(영도구 동삼동)
- 1995.10.04 부산 구조조정 본부 신설
- 1991.07.23 부산 해양경찰서로 개칭
- 1991.06.28 특수구조단 발대식
- 1972.06.02 부산지구 해양경찰대 신설

## 조직
| - 기획운영과 - 기획운영계 - 청문감사계 - 경리계 - 홍보실 - 민원실 - 교육훈련계 - 경비구조과 - 경비계 - 수색구조계 - 종합상황실 | - 장비관리과 - 정비계 - 보급계 - 정보통신계 - 수사과 - 수사지원계 - 조사계 - 형사계 - 정보외사과 - 정보계 - 보안계 - 외사계 | - 해양안전과 - 안전관리계 - 해상교통계 - 수상레저계 - 해양오염방제과 - 방제계 - 예방기동계 |

## 소속기관
| 명칭         | 사진 | 주소                        | 관할구역 | 출장소                           |
| ------------ | ---- | --------------------------- | -------- | -------------------------------- |
| 송정파출소   |      | 해운대구 송정해변로 1-23    |          | 청사포출장소 해운대출장소        |
| 광안리파출소 |      | 수영구 민락수변로 92        |          | 동백출장소 신당출장소 용호출장소 |
| 영도파출소   |      | 영도구 하리해안길 17        |          | 청학출장소 중리출장소            |
| 남항파출소   |      | 서구 해양새벽시장길 91      |          | 부산출장소 송도출장소            |
| 다대파출소   |      | 다대동로8길 1-152           |          | 장림출장소 하단출장소            |
| 감천파출소   |      | 사하구 감천항로 35          |          |                                  |
| 명지파출소   |      | 강서구 명지새동네길2길 56-1 |          | 녹산출장소 동리출장소 하신출장소 |

## 보유 함정
| - 3001함 - 1503함 - 1501함 | - 120정 - 125정 - 128정 | - P129정 - P135정 - P30정 | - P52정 - P71정 - P106정 | - 방제7호정 - 방제18호정 |